# بويري
بويري هي بلدية في مقاطعة أن في أوت دو فرانس في شمال فرنسا .